# Вільям Магоні (плавець)
Вільям Магоні (англ. Bill Mahony, 16 вересня 1949) — канадський плавець.
Призер Олімпійських Ігор 1972 року, учасник 1968 року.
Призер Панамериканських ігор 1967, 1971 років.